# Рой Браун
Артур Рой Браун (англ. Arthur Roy Brown; 23 грудня 1893 —— 9 березня 1944) —— канадський льотчик, капітан, ас Першої Світової війни.

## Біографія
Артур Браун народився 23 грудня 1893 в м. Карлстон Плейс, за 48 км від Оттави, Канада, третім із п'яти дітей. Його батьку належала перша в місті електрична компанія і Артур пішов вчитися на бухгалтера, щоб допомогти в сімейному бізнесі.
В 1915 Браун вступив до Офіцерського Кадетського корпусу і до Королівської Морської Авіації, де 24 листопада 1915 року закінчив курси пілотів. Після цього він був направлений до Англії для продовження навчання в Чингфорді у званні молодшого лейтенанта авіації. 2 травня 1916 року розбився під час тренувального польоту на «Авро 504». У березні 1917 року Браун приписаний до 9-го Ескадрону Королівської Морської Авіації.
Артур Браун переслідував Манфреда Ріхтгофена, відомого як «Червоний Барон», 21 квітня 1918 року, останній був вбитий. На наступний день Артур приїхав пом'янути Ріхтгофена. Запис з його щоденника:
| «Клубок підступив до мого горла. Якщо б він був моїм найкращим другом — моє горе було б таким самим». |
Інтелігентний, але сором'язливий, Артур Браун працював льотним інструктором і головним редактором журналу «Канадська авіація». Він був визнаний неспроможним до служби і не потрапив на Другу світову війну. Помер від інфаркту у віці 50-и років.